# Давыдов, Степан Иванович
Степа́н Ива́нович Давы́дов (1 [12] января 1777, Черниговское наместничество — 22 мая [4 июня] 1825, Москва) — русский композитор, педагог, в духовной музыке — последователь Д. С. Бортнянского.

## Биография
Пел в Императорской придворной капелле и обратил на себя внимание Екатерины II, которая направила его учиться к Джузеппе Сарти, бывшему при её дворе.
С осени 1814 года — работал в Москве учителем музыки в Конторе московского императорского театра и воспитал известнейших артистов — Н. В. Репину, П. П. Булахова, А. О. Бантышева. Впоследствии стал директором музыки Императорских театров в Москве.
Особое место в творчестве композитора занял оперный цикл, начатый с зингшпиля Ф. Кауэра «Дева Дуная» (другие переводы: «Дунайская русалка», «Дунайская нимфа») по пьесе К. Ф Генслера «Дунайская нимфа». В 1803 году, занимая пост главного капельмейстера императорских театров в Петербурге, Давыдов совместно с драматургом Н. С. Краснопольским отредактировали зингшпиль Кауэра на русский лад: Краснопольский перенес действие с Дуная на Днепр и переименовал персонажей на славянский лад, Давыдов ввел в музыку русские национальные напевы. Опера была переименована в «Днепровскую русалку» и под этим названием прошла по сценам сначала Петербурга, затем Москвы и других городов России. «Днепровская русалка» долго оставалась в репертуаре, это была самая частая постановка музыкальных театров России первой половины XIX века. О популярности оперы в России свидетельствуют обращения к ней в русской литературе. Именно арию из «Днепровской русалки» упоминает Пушкин в «Евгении Онегине»:
И запищит она (Бог мой!) Приди в чертог ко мне златой!.. 
Многие музыкальные части из кауэровской оперы «Дева Дуная» нередко исполнялись отдельно, в частности, Л. Н. Толстой в своей книге «Детство. Отрочество. Юность» вспоминает кадриль из этой оперы. К этому времени Давыдов был смещен с казённого поста, который занял К. А. Кавос, который отредактировал оперу на свой лад. В результате получилась вторая опера. Однако Давыдов, учитывая сценический успех оперы Кауэра, решил продолжить работу и совместно с Н. Краснопольским сочинил продолжение к опере Кауэра — уже своё оригинальное произведение. Эта опера получила название «Леста, Днепровская русалка» и была признана музыкальной критикой верхом творчества композитора. Опера была поставлена на Петербургской императорской сцене [когда?] и прошла с огромным успехом. Эти оперы составили целый совместный цикл и были изданы в 1804—1806 гг.. Окрыленный успехом, Давыдов сочинил ещё и четвертую оперу в продолжение к предыдущим, либретто написал А. А. Шаховской. Как и предыдущая, третья опера, четвёртая тоже является совершенно оригинальным авторским трудом. Однако она была утеряна.

## Творчество

### Духовные музыкальные сочинения
- Четырёхголосная литургия
- 17 концертов[5]

### Светская музыка
В своем творчестве композитор немало использовал мотивы крестьянского и городского фольклора в собственных хоровых и оркестровых обработках.
- балеты «Увенчанная благость» (на День коронации Александра I, 1801), «Жертвоприношение благодарности» (аллегорический балет на День тезоименитства Александра I, 1802) и «Граф Кастелли, или Преступный брат» («трагический балет», совместно с Дж. Сарти и В. Мартин-и-Солером, 1804)[1];
- три части оперной тетралогии «Днепровская русалка» (с балетными сценами, поставленными И. И. Вальберхом, 1803, 1805, 1807: оперы «Русалка» (1803, вместе с Кауэром и Кавосом), «Леста, днепровская русалка» (1805) (точных данных по разным редакциям и авторствам этой серии опер сохранилось мало и они варьируются[7]);
- комическая одноактная опера «Лукашка, или Святочный вечер» (1816);
- концертная увертюра;
- песни (в том числе музыку к ставшей «народной» известной песне «Среди долины ровныя»).

балеты-дивертисменты: «Русский деревенский праздник» («интермедия-дивертисмент с хорами и плясками», 1812), «Семик, или Гулянье в Марьиной роще» (1815; постановка и исполнение Исаака Аблеца), «Гулянье на Воробьевых горах» (совместно с Д. Н. Кашиным и И. Керцелли, 1815), «Филатка с Федорой у качелей под Новинском» (1815), «Торжество россиян, или Бивак под Красным» («Торжество победы», 1816), «Первое мая, или Гулянье в Сокольниках» (1816), «Свадебный сговор при возвращении ратников на родину» (1817), «Цыганский табор» (1819), «Смотр невест, или Деревенские святки» (1821), «Праздник колонистов близ столицы» (1821), «Праздник жатвы» (1823), «Русские в Германии, или Вечер на ярмарке» (совместно с К. А. Кавосом, 1823), «Праздник на Пресненских прудах» (1824) и др.
- кантаты «Приношение русскому народу», «Песнь русским воинам на возвращение в Отечество» и др.,
- музыка к «историческому представлению» «Жан Калейский, или Мореходец и принцесса Португальская» (1819)
- хоры и антракты к «трагедиям на музыке»: «Сумбека, или Падение Казанского царства» С. Н. Глинки (1807), «Ирод и Мариамна» Г. Державина (1808), «Электра и Орест» А. Н. Грузинцева (1809), «Амбоар и Оренгцеб, или Нашествие монголов» П. А. Корсакова (1814)[1]
- предположительно: «Дмитрий Донской» В. А. Озерова (1807)[1]